# Municipio Atabapo
El Municipio Autónomo Atabapo es un municipio venezolano, uno de los más poblados del Estado Amazonas, siendo su capital el poblado de San Fernando de Atabapo, tiene una superficie de 25 900 km² y una población de 9 404 habitantes en 2023. El 90 % de la población del municipio es indígena.
Está limitado por el Municipio Autana (Norte), el Municipio Manapiare (Este), el Municipio Alto Orinoco (Sur) y al oeste con la República de Colombia.

## Toponimia
El nombre proviene de la antigua denominación de la región, que a su vez se relaciona con el río Atabapo, un afluente del Orinoco.

## Historia
El 22 de septiembre de 2015 el presidente venezolano, Nicolás Maduro declara parcialmente un Estado de excepción en el estado fronterizo de Amazonas, por la crisis diplomática con Colombia originado por los acontecimientos ocurridos en el Estado Táchira el 21 de agosto del mismo año, siendo esta entidad municipal uno de los cinco municipios afectados por la medida presidencial.

## Geografía

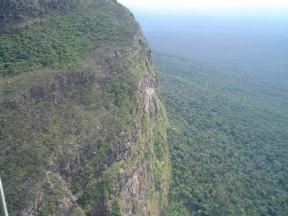
Tepuy Yapacana.

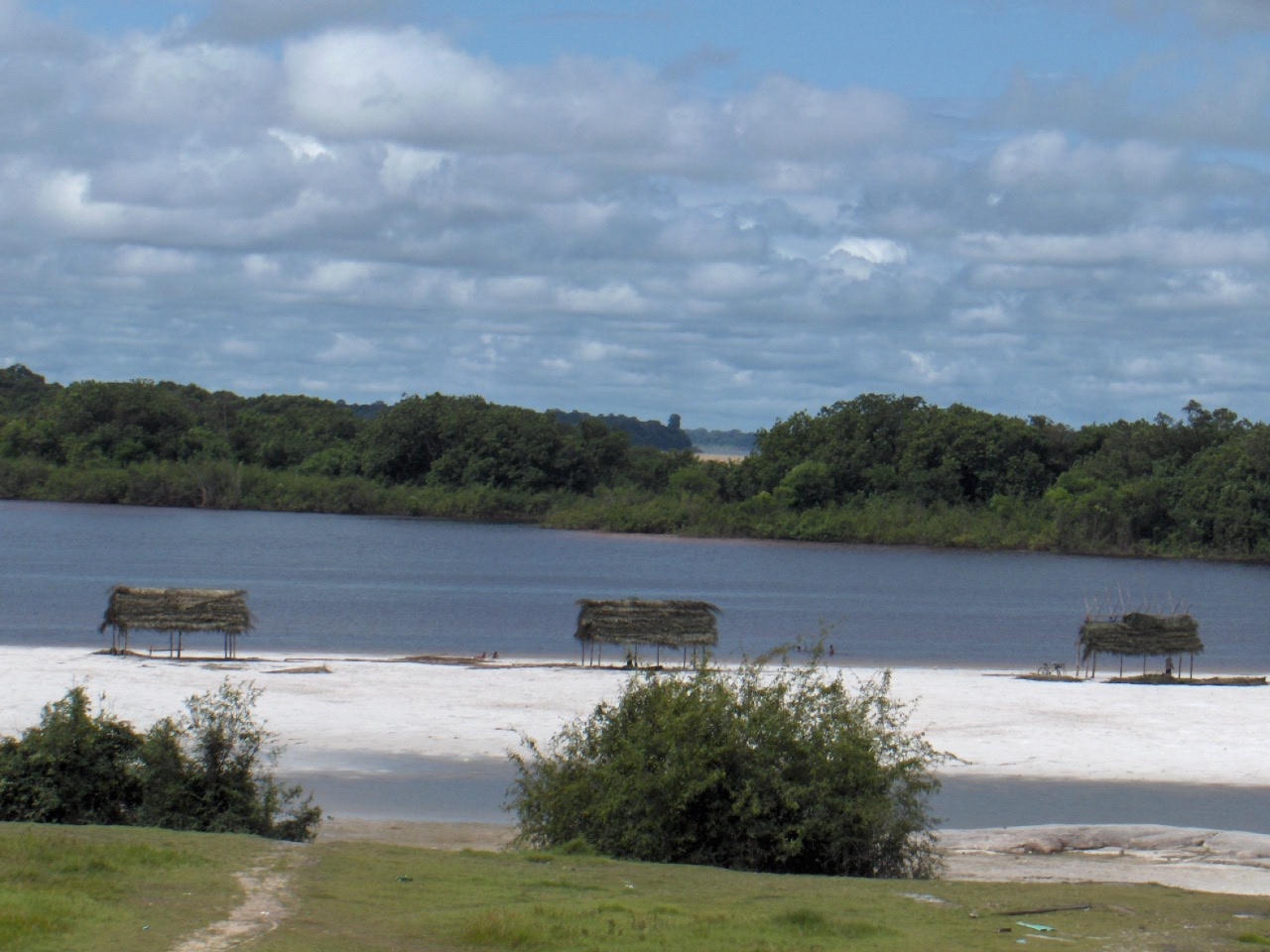
Río Atabapo.

### Relieve
El municipio presenta, relieves del tipo Tepuy. Estas formaciones rocosas son unas de las más antiguas del mundo[cita requerida] y se encuentran en el escudo de Guayana.
El Tepuy Yapacana, se levanta desde una llanura de forma abrupta y tiene una altura de 1345 metros. Este tepuy se encuentra dentro del Parque nacional Cerro Yapacana, el cual tiene una extensión de 320 000 hectáreas y fue fundado el 12 de diciembre de 1978.

### Hidrografía
Varios cursos de agua atraviesan la jurisdicción, como por ejemplo el Río Atabapo.

### Organización parroquial
Parroquias
- Atabapo
- Caname
- Ucata
- Yapacana

## Transporte
San Fernando de Atabapo, es una de las poblaciones más cercanas a la ciudad de Puerto Ayacucho capital actual del Estado Amazonas, para llegar a la población se necesita hacerlo en las famosas voladoras, que son pequeñas embarcaciones con motor para desplazarse por agua, parten desde el Puerto Samariapo en las afueras de Puerto Ayacucho con una duración de 3 horas aproximadamente. Otra opción es una avioneta, ya que se cuenta con pista de aterrizaje. El transporte interno se realiza principalmente con motocicletas a gasolina que funcionan como taxis, además de en un autobús que recorre todo el municipio. Existe además transporte marítimo en voladoras hacía Manaven (Colombia) y Puerto Inírida (Colombia) a unos 5 minutos y 45 minutos de San Fernando de Atabapo respectivamente.

## Demografía

### Etnias indígenas
Los principales grupos indígenas que se encuentran en el municipio son:
- Piaroa.
- Piapoco.
- Curripaco.
- Baniva.
- Bare.
- Puinave.
- Yeral.
- Yekuanas.
- Jivi.
- Sálivas.
- Guarekena.

## Cultura
Por poseer una gran cantidad de etnias indígenas, muchas de ellas tiene la tradición de masca de tabaco yanomami o Beenaje.

### Gastronomía
Para este municipio y su comunidad en general, uno de los tubérculos principales de su gastronomía es la yuca.
Se suele ver bebidas como la manaca, la cual es una bebida de color tinto donde suele haber la creencia que aumenta la hemoglobina, también esta presente la Cachiri una chicha hecha a base de yuca. Por otro lado, se suele ver y vender por las carreteras el llamado Catare, catara o yare, es un tipo de condimento a base de yuca, utilizado para guisos y salsas. Por estar en cercanías a grandes afluentes de aguas, predomina el consumo de pescado, entre los platos que se suelen preparar esta el cuajado de pescado y el pescado pilado.

### Ceremonias
- Warime, es una ceremonia de los indígenas piaroas de carácter religioso realizados solo por masculinos, para la fertilidad de la tierra y las plantas.[5]

## Política y gobierno

### Alcaldes
| Período                                                | Alcalde           | Partido político / Alianza | % de votos | Notas |
| ------------------------------------------------------ | ----------------- | -------------------------- | ---------- | --- |
| 1995 - 2000                                            | Nepomuceno Patiño | AD                         | -          | Primer alcalde bajo elecciones directas (se realizaron elecciones generales adelantadas en el 2000 debido a la aprobación de la Constitución de 1999) |
| 2000 - 2004                                            | Nepomuceno Patiño | AD                         | 37,89      | Reelecto |
| 2004 - 2008                                            | Nelson Cayupare   | PPT                        | 38,30      | Segundo alcalde bajo elecciones directas |
| 2008 - 2013                                            | Nelson Cayupare   | PPT                        | 33,01      | Reelecto (se postergan 1 año las elecciones municipales pautadas para finales del 2012)                                                               |
| 2013 - 2017                                            | José Camino       | PSUV                       | 36,70      | Tercer alcalde bajo elecciones directas |
| 2017 - 2021                                            | Andrés Camino     | PSUV                       | 44,61      | Cuarto alcalde bajo elecciones directas |
| 2021 - 2025                                            | Weissira Suárez   | PSUV                       | 35,56      | Quinto alcalde bajo elecciones directas |
| Fuente: Datos obtenidos del Consejo Nacional Electoral |                   |                            |            | |

### Concejo municipal
Periodo 2021 - 2025
| Concejales:        | Partido político / Alianza |
| ------------------ | -------------------------- |
| José Marín         | PSUV                       |
| Maria Bueno        | PSUV                       |
| Alexander Castillo | PSUV                       |
| Yasmin Freitez     | MUD                        |
| Carlos Fuentes     | (Representación indígena)  |